# Marguerite Achard
Marguerite Eugénie Rosalie Achard Prothin (* 26. März 1874 in Paris; † 1. März 1963 in Montereau-Fault-Yonne) war eine französische Harfenistin, Musikpädagogin und Komponistin.

## Leben
Marguerite Achard studierte Harfe am Conservatoire de Paris bei Alphonse Hasselmans und erhielt am 21. März 1892 einen zweiten Preis im Fach Harfe. Am 3. Juli 1892 folgte ein Erster Preis, verbunden mit dem Prix Nicodami. Im Dezember 1892 war sie Solistin in einem Konzert der Société-Sainte Cécile in Poitiers. Am 29. April 1897 spielte sie bei einem Kirchenkonzert in der Kirche Saint-Godard in Rouen Priére von Hasselmans. Ab Mitte 1898 unterrichtete sie eine Harfenklasse am Conservatoire de Versailles. In diesem Jahr wurde sie zum Officier d’Académie ernannt. 1903 folgte die Ernennung zum Officier de l'Instruction publique. Zwei Schüler ihrer Klasse für Pedalharfe Harpe Erard erhielten 1903 einen ersten Preis, ein weiterer einen zweiten. Am 9. Mai 1905 gab sie mit 13 ihrer Harfenschüler in der Salle de l’Athénée-Saint-Germain ein Vorspiel unter Vorsitz von Alphonse Hasselmans. Am 23. Mai 1905 gab Marguerite Achard ein Konzert in der Salle Erard,  es wirkten auch ihr Bruder Pierre Achard, der Gedichte rezitierte, mit und einige ihrer Harfenschüler. Am 1. Juni 1907 gab sie ein Konzert in der Salle Fémina. Am 25. Januar 1908 gab sie in der Salle Erard ein Konzert, bei dem sie auch ihre eigene Komposition Impression d'orient aufführte. 1908 war Marguerite Achard Solistin beim dritten Konzert Société symphonique in La Rochelle. Sie gab in Paris privaten Harfenunterricht.

## Werke (Auswahl)
- Reproches op. 1 für Harfe solo
- Méditation op. 2  für Harfe solo
- Récréations pour la harpe, U.- T. du Wast, Paris 1897
  - Prière, Op. 3 avec Violon concertante ad libitum (Digitalisat beim Internet Archive)
  - Menuet, op. 4 für Harfe solo
  - Berceuse op. 5 für Harfe solo
  - Mélancolie op. 6 für Harfe solo
- Premières leçons et principes de harpe, Op. 7, U.-T. Du Wast, Paris 1897 (Digitalisat bei Gallica)
- Prière, Op. 8 für Klavier und Violine
- Receuillement op. 9 für Harfe mit Klavier oder Orgel
- Nature !, Melodie, op. 10  für Chor und Harfe, Text: Charles Giugno, Lertande, Paris, 1898
- Fleurs chéries,  Melodie op. 11 für Chor und Harfe Text: E. Delanchy, Paris, 1898
- Pastorale für Harfe op. 12, Henry Lemoine & Cie., Paris, 1895 OCLC 919732797
- Chanson de la cavalière op. 13 für Chor und Harfe, Text: Jacques Richepin,  Hachette, Paris 1902
- Clair de lune de Werther von Jules Massenet, Arrangement für Harfe, Heugel, Paris, 1907 OCLC 919732797
- Impression d'orient, souvenir de Thérapia, op. 19, Charakterstück für Harfe, E. Costil, Paris, 1908
- J'ai frissonné!
- Caprice oriental
- Chanson bénie, gesprochenes Gedicht mit Harfenbegleitung, Text: Grenet-Dancourt[2]
- O salutaris hostia für Gesang, Harfe und Orgel[2]
- Erinnyes, Élegie von Jules Massenet, Transkription für Harfe[2]
- Hérodiade, Prélude des dritten Aktes der Oper von Jules Massenet, Transkription für Harfe[2]
- Regrets, Nocturne für Harfe solo[2]
- La Nuit de Georges Spetz, Transkription[2]